# Schulzia albiflora
Schulzia albiflora är en flockblommig växtart som först beskrevs av Gustav Karl Wilhelm Hermann Karsten och Ivan Petrovich Kirilov, och fick sitt nu gällande namn av Mikhail Grigoríevič Popov. Schulzia albiflora ingår i släktet Schulzia och familjen flockblommiga växter. Inga underarter finns listade i Catalogue of Life.